# مقاطعة آدمز (واشنطن)
مقاطعة آدمز (بالإنجليزية: Adams County)‏ هي إحدى مقاطعات ولاية واشنطن في الولايات المتحدة الأمريكية.